# スコット・アーウィン
スコット "ザ・ホッグ" アーウィン（Scott "The Hog" Irwin、1952年5月14日 - 1987年9月5日）は、アメリカ合衆国のプロレスラー。ミネソタ州ダルース出身（フロリダ州セントピーターズバーグ出身ともされる）。
ランバージャック、バイキング、マスクマン、モーターサイクル・ギャングなど様々なギミックを使い分け、ナチュラルな巨体を持つ大型ヒールとして活躍した。実弟のワイルド・ビル・アーウィンもプロレスラーである。

## 来歴
1975年にAWAのバーン・ガニアのトレーニング・キャンプに参加し、1976年3月にデビュー。AWA、サンフランシスコ、ジョージア、ミッドアトランティックを経て、1978年にニューヨークのWWWFに登場、ケベック州出身のカナダ人ピエール・ラフルールのパートナーとなり、ランバージャック・ギミックのタッグチーム "ユーコン・ランバージャックス" のエリック（"Yukon Lumberjack" Eric）を名乗る。同年6月26日、ドミニク・デヌーチ&ディノ・ブラボーを破りWWWF世界タッグ王座を獲得した。
1979年には『マイティ・ソー』をモチーフとした新ギミック、ソー・ザ・バイキング（Thor the Viking）としてNWAのフロリダ地区に参戦。1月20日にテリー・ファンクから南部ヘビー級王座を、2月17日にはジョー・ルダックと組んでジャック・ブリスコ&ジェリー・ブリスコからUSタッグ王座をそれぞれ奪取している。翌1980年からは覆面レスラーのスーパー・デストロイヤー（The Super Destroyer）に変身して、悪党マネージャーのサー・オリバー・フンパーディンク率いるファミリーに加入。バッド・バッド・レロイ・ブラウン、バグジー・マグロー、ニコライ・ボルコフらと共闘し、ダスティ・ローデスをはじめマニー・フェルナンデスやミスター・フロリダなど同地区のベビーフェイス陣営と抗争を展開した。
以降もジム・バーネット主宰のジョージア・チャンピオンシップ・レスリングやビル・ワット主宰のMSWAなど南部エリアでスーパー・デストロイヤーとして活躍。ジョージアではマスクド・スーパースターと大型覆面コンビを結成、1982年1月22日にボブ・アームストロング&ブラッド・アームストロングからNWAナショナル・タッグ王座を奪取した。また、WWWF時代から因縁のあるアンドレ・ザ・ジャイアントとのスーパーヘビー級対決も南部各地で繰り広げている。
1983年末よりフリッツ・フォン・エリックが主宰するテキサス州ダラスのWCCWで弟のビル・アーウィンと合体。ビルをスーパー・デストロイヤー2号に変身させ、覆面兄弟チームのスーパー・デストロイヤーズを結成。アイスマン・キング・パーソンズ&バック・ズモフの "ロックン・ソウル" と抗争を繰り広げ、同団体認定のNWAアメリカン・タッグ王座（後のWCWA世界タッグ王座）を再三に渡って獲得した。
1984年下期からは覆面を脱ぎ、ハーレーダビッドソンにまたがったバイカー系タッグチームのロング・ライダーズ（The Long Riders）をビルと共に結成。ジョージア地区を経て1985年よりAWAに登場し、ロード・ウォリアーズやスコット・ホール&カート・ヘニングと抗争を展開した。1986年にはカナダのモントリオール地区にも遠征、3月6日にダン・クロファット&ソロファ・ファトゥからカナディアン・インターナショナル・タッグ王座を奪取している。
1987年9月5日、脳腫瘍のため35歳で死去。余命いくばくもないと診断された際、最期の別れと感謝のために、かつての仲間やライバル達の家を訪ねて周ったという。

### 日本での戦歴
日本には全日本プロレスに計3回、いずれも覆面レスラーとして参戦している。初来日となる1980年10月の『ジャイアント・シリーズ』ではジ・アステロイド（The Asteroid）名義で参戦。ベテランのジ・アベンジャーと大型覆面タッグを組んだが、テリー・ファンク、アブドーラ・ザ・ブッチャー、ワフー・マクダニエル、ビル・ロビンソン、ディック・マードック、キラー・トーア・カマタなどの豪華メンバーが集結した同シリーズにおいては目立った活躍を残せなかった。
再来日は1982年11月、スーパー・デストロイヤーとして『'82世界最強タッグ決定リーグ戦』に上田馬之助と組んで出場。即席コンビということもあり得点ゼロの最下位に終わったものの、同シリーズにレフェリーとして来日していたルー・テーズは「スタン・ハンセンやブルーザー・ブロディよりも腕力は上」と評価していた。なお、同時期に新日本プロレスが開催した第3回MSGタッグ・リーグ戦にも、ジョージアでタッグを組んでいたマスクド・スーパースターとの覆面コンビで参加が噂されたことがある。
最後の来日となった1984年2月の『エキサイト・シリーズ』にはビル・アーウィンとのスーパー・デストロイヤーズで参戦。2月26日に大阪府立体育館にて、阿修羅・原&石川隆士のアジア・タッグ王座に挑戦した。素顔での来日は1度もなかったが、初来日を果たす前の1980年6月29日、カナダのトロントで素顔のスコット・アーウィンとしてブルーザー・ブロディのパートナーに起用され、ジャイアント馬場&ジャンボ鶴田のインターナショナル・タッグ王座に挑戦している。

## 得意技
- スーパープレックス（雪崩式のブレーンバスター。考案者として知られている。技名はリングネームのスーパー・デストロイヤーの略称、スーパー・Dからネーミングされた）[4]
- カナディアン・バックブリーカー（主にユーコン・ランバージャックス時代に使用）
- アバランシュ・ホールド
- エルボー・ドロップ

## 獲得タイトル

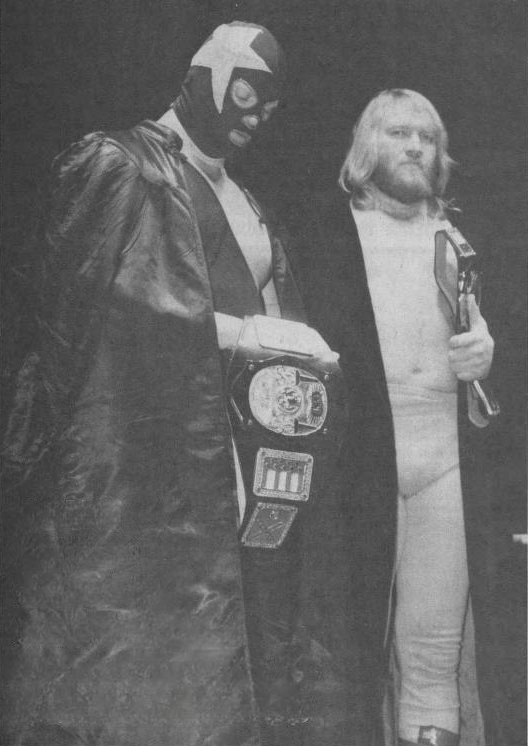
右はビッグ・ジョン・スタッド（1982年）

ワールド・ワイド・レスリング・フェデレーション
- WWWF世界タッグ王座：1回（w / ユーコン・ランバージャック・ピエール）[7][8]

チャンピオンシップ・レスリング・フロム・フロリダ
- NWA南部ヘビー級王座（フロリダ版）：1回[10]
- NWA USタッグ王座（フロリダ版）：1回（w / ジョー・ルダック）[11]
- NWAフロリダ・タッグ王座：1回（w / バグジー・マグロー）[25]

ジョージア・チャンピオンシップ・レスリング
- NWAナショナル・ヘビー級王座：1回[26]
- NWAナショナル・タッグ王座：3回（w / ビッグ・ジョン・スタッド、マスクド・スーパースター、ビル・アーウィン）[14]

ミッドサウス・レスリング・アソシエーション
- ミッドサウス・タッグ王座：1回（w / ザ・グラップラー）[27]

ワールド・クラス・チャンピオンシップ・レスリング
- WCCW TV王座：2回
- NWAアメリカン・タッグ王座：4回（w / ビル・アーウィン）[17]

Lutte Internationale
- カナディアン・インターナショナル・タッグ王座：1回（w / ビル・アーウィン）[19]